# Luis Engel
Luis Engel (* 14. Oktober 2002 in Hamburg) ist ein deutscher Schachspieler, Großmeister und deutscher Meister 2020 und Sieger des German Masters 2021.
Luis Engel wohnt in Hamburg, spielt beim Hamburger SK und wird von GM Karsten Müller trainiert. Seit September 2020 studiert er an der Bucerius Law School Jura. 

## Erfolge
Deutsche Meisterschaften:
- 2012: U10 Platz 4
- 2013: U12 Platz 7
- 2014: U12 Platz 1, Deutscher Meister
- 2015: U14 Platz 4
- 2016: U14 Platz 1, Deutscher Meister
- 2017: U16 Platz 4
- 2019: U18 Platz 1, Mannschafts Europameister[3]
- 2020: Platz 1, Deutscher Meister
- 2021: Platz 1, German Masters[4]

In der Saison 2017/18 spielte Luis Engel erstmals in der 1. Bundesliga für die erste Mannschaft des Hamburger SK, zu deren Stammspielern er in der Saison 2019/20 zählte. In der österreichischen Bundesliga spielte er in der Saison 2019/20 für den SK Sparkasse Jenbach und wurde mit diesem Meister.
Engel spielt auch Spielturniere für erwachsene Einzelspieler. So hat er 6,5 Punkte aus 10 Partien beim Politiken Cup 2015 erspielt.
Bei der 88. deutschen Schachmeisterschaft 2017 in Apolda erreichte er den zehnten Platz in der Gesamtwertung.
Im Oktober 2019 erzielte er seine dritte Großmeisternorm. Der Titel wurde ihm beim FIDE-Kongress Ende Februar 2020 verliehen.
Bei der 91. deutschen Schachmeisterschaft in Magdeburg wurde er im Jahr 2020 im Alter von 17 Jahren deutscher Meister.
Ein Jahr später gewann Engel das German Masters, ein Rundenturnier mit zehn deutschen Spitzenspielern, welches oberhalb der gleichzeitig stattfindenden Deutschen Meisterschaft angesiedelt ist.
| Die zur Anzeige dieser Grafik verwendete Erweiterung wurde dauerhaft deaktiviert. Wir arbeiten aktuell daran, diese und weitere betroffene Grafiken auf ein neues Format umzustellen. (Mehr dazu) |

## Werke
Zusammen mit Karsten Müller verfasste er 2020 das Buch Spielertypen. Ihre Stärken und Schwächen
(ISBN 9783959201292).